# Limia yaguajali
Limia yaguajali är en fiskart som beskrevs av Rivas, 1980. Limia yaguajali ingår i släktet Limia och familjen Poeciliidae. Inga underarter finns listade i Catalogue of Life.